# Софрон (полководець)
Софрон — державний діяч та полководець елліністичного періоду, котрий перебував на службі у Селевкідів та Птолемеїв.

## Життєпис
На початку Третьої Сирійської війни (246—241 рр. до н. е.) Софрон перебував у Малій Азії, котра, на відміну від Сирії (де знаходилась столиця держави), залишилась під контролем Селевкідів після вторгнення єгипетського царя Птолемея III. В Малій Азії також базувалась Лаодіка — матір сирійського царя Селевка II. Лаодіка з невідомих нам причин вирішила стратити Софрона, проте він був попереджений дівчиною з її почту. Як наслідок, Софрон вирушив до іонійського Ефеса та передав це найбільше на півострові місто єгиптянам.
Із складеної Юстином "Епітоми твору Помпея Трога «Філіппова історія» також відомо, що Софрон був переможений македонським царем Антигоном у морській битві при Андросі. Ця коротка звістка стосується тієї ж книги, що оповідає про події від 246 до 223 років до н. е. З урахуванням всього комплексу обставин, битву схильні відносити до початкового етапу Третьої Сирійської — 246/245 р. до н. е. Можливо, Софрон отримав завдання втрутитись у боротьбу між ахейцями та Антигоном II Гонатом за Коринф, проте зазнав невдачі. Після цього контроль над Ефесом, ймовірно, перейшов до єгипетського полководця Птолемея Андромаха, який на початку Третьої Сирійської вдало діяв на півночі Егеїди.

### Даная
Завдяки Афінею (котрий в свою чергу переказує оповідь Філарха) до наших часів дійшов опис порятунку Софрона від Лаодіки. У почті останньої перебувала куртизанка Даная, донька Леонтія Епікурейського, котра раніше була коханкою Софрона. Зрозумівши, що цариця-матір збирається його вбити, Даная попередила Софрона знаком. Останній після цього вдав, що згоден з Лаодікою, але попрохав у неї два дні на обмірковування, що саме робити. Сам же вирушив до Ефеса та перейшов на бік єгипетського царя.
Лаодіка запідозрила, що хтось попередив Софрона. Даная відмовилась відповідати на питання та, за наказом цариці, була скинута до провалля. Коли її вже тягнули на страту, Даная вигукнула «чимало людей справедливо зневажають богів та можуть бути виправдані моєю історією, адже я врятувала людину, котра була мені як чоловік — але боги не стали на мій бік, натомість таку честь отримала Лаодіка, котра свого чоловіка вбила». Останній вислів викликаний можливим отруєнням Лаодікою царя Антіоха II, смерть якого й призвела до Третьої Сирійської війни та важкої кризи в державі Селевкидів.